# NWA 7034

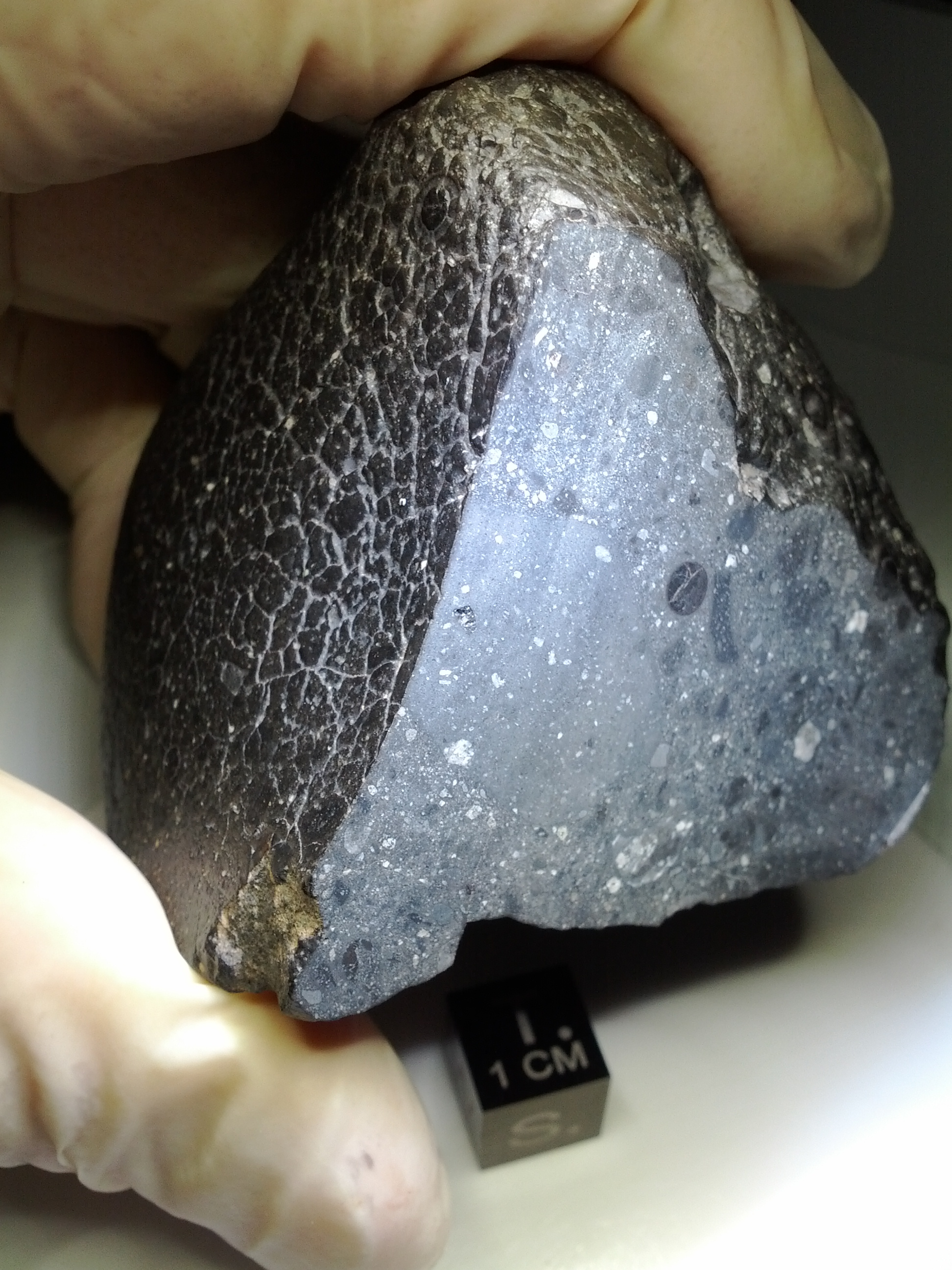
"Black Beauty"と呼ばれるNWA 7034

NWA 7034(Northwest Africa 7034)は、既知のもので2番目に古いと考えられている火星隕石である。既知の重さは320gである。約20億年前に形成されたと推定され、地球で発見されている火星隕石に含まれる水の大部分を含んでいる。火星から来たものであるが、シャーゴッタイト、ナクライト、シャシナイトのいずれにも分類されず、"Martian (basaltic breccia)"という新しいカテゴリーが作られることとなった。"Black Beauty"と名付けられてモロッコで購入され、アメリカ人の所有者から薄片がニューメキシコ大学に寄贈された。

## 発見と命名
この隕石は、2011年にサハラ砂漠で発見され、モロッコで隕石ディーラーに購入され、アメリカ合衆国の収集家に転売された。このため、発見場所の正確な座標は不明である。多数が同時に発見されたり市場で販売された他の隕石と同様に、名前は発見地域（北西アフリカ）と連続して与えられる数を示している。NWA 7034には、"Black Beauty"というニックネームが付いている。

## 概要
NWA 7034は、斑岩のような外見を持つ火山性の礫岩である。最大直径5mmまでの斜長石（アンデシン）と輝石（ピジョン輝石及び普通輝石）の斑晶が粒子の細かい石基に埋め込まれた構造をしている。随伴鉱物には、塩素燐灰石、クロム鉄鉱、針鉄鉱、イルメナイト、磁鉄鉱、マグヘマイト、アルカリ長石、黄鉄鉱等がある。また、急冷されたマグマからできている砕屑岩さえも存在する。石基は、微粒子状の斜長石、輝石、様々な酸化鉱物、痕跡量の硫化鉄からできている。岩全体の化学組成から、NWA 7034はこれまで測定された火星隕石の中で最も高い水分含量であることが明らかとなった。この水は恐らくかつて火星に存在した海に由来するものが火山岩の中に残り、隕石となったと考えられる。
形成されたのは20.89 ± 0.81億年前と推定され、これはちょうど火星のアマゾニス期が始まった頃である。既知の火星隕石の中で2番目に古いものとなる。

## 分類
NWA 7034は、初めての火星由来の礫岩でできた隕石で、既知の火星隕石のグループ（シャーゴッタイト、ナクライト、シャシナイト及びALH 84001）には属さない。国際隕石学会が2013年1月に"Martian (basaltic breccia)"という新しい分類を承認するまで、NWA 7034は「未分類の惑星由来エイコンドライト」(ungrouped planetary achondrite)とされていた。鉄/マンガン比は他の火星隕石と一致しているが、酸素の同位体は火星起源のものと関連づけられない。酸素同位体比の変化は、軽い同位体または重い同位体が除去または付加されるか、異なる同位体比の質量が混合することで説明できる。このようなことは、火星の地殻が水中で変質する際に起こりうる。他に、隕石衝突の際に火星の地殻の同位体が混入したと説明することもできる。
もしこれが地球の岩だとすると、玄武岩質の礫岩に分類される。